# How It Feels To Be Something On
How It Feels To Be Something es el tercer álbum de estudio de Sunny Day Real Estate. Los componentes originales, salvo Nate Mendel, se reunieron para grabar un nuevo disco después de ser convencidos por Sub Pop Records, su discográfica. El álbum fue grabado entre el 10 de marzo y el 26 de abril y Sub Pop Records lo sacó a la venta el 22 de septiembre de 1998.
El disco incluye las novedades del bajista Jeff Palmer en sustitución de Nate Mendel (abandonó la grabación de este disco para irse a grabar el nuevo disco de su nueva banda Foo Fighters). La otra novedad es la producción de Greg Williamson en lugar de Brad Wood, productor de sus dos anteriores trabajos. El sonido del disco es menos abrasivo que los dos anteriores, con un uso más intensivo de guitarras limpias y progresivas, además de voces calmas.

## Listado de canciones
1. "Pillars" – 4:57
2. "Roses in Water" – 3:42
3. "Every Shining Time You Arrive" – 4:13
4. "Two Promises" – 4:39
5. "100 Million" – 5:38
6. "How it Feels to Be Something On" – 3:57
7. "The Prophet" – 5:13
8. "Guitar and Video Games" – 4:09
9. "The Shark's Own Private Fuck" – 4:03
10. "The Days Were Golden" – 5:08

## Créditos
- Jeremy Enigk - cantante, guitarra, teclados
- Dan Hoerner - cantante, guitarra
- Jeff Palmer - bajo
- William Goldsmith - batería

- Datos: Q3787182